# Сова-голконіг брунатна
Сова́-голконі́г брунатна (Ninox randi) — вид совоподібних птахів родини совових (Strigidae). Мешкає на Філіппінах і в Індонезії. Вид названий на честь канадського зоолога Остіна Ренда. Раніше вважався підвидом далекосхідної сови-голконога, однак був визнаний окремим видом.

## Опис
Довжина птаха становить 27—33 см. Верхня частина тіла темно-шоколадно-коричнева, на плечах світлі плями. Нижня частина тіла білувата, сильно поцяткована каштановими поздовжніми смужками. На хвості є чотири помітні темні смуги. Очі яскраво-жовті, дзьоб міцний, лапи оперені, пальці жовтувато-оранжеві, кігті темні.
Голос — серія подвійних угукань «whoop», які повторюються з інтервалом у 0,3—0,6 секунди.
Загалом брунатні сови-голконоги є дуже схожими на алопатричних далекосхідних сов-голконогів. У межах ареалу поширення цього виду мешкають ще чотири представники роду Ninox, однак брунатні сови-голконоги є найбільшими серед них. На відміну від філіпінської сови-голконога, у них відсутні плями на покривних перах крил, а в порівнянні з міндорійськими, мінданайськими і себуйськими совами-голконогами, нижня частина тіла у них більш смугаста.

## Поширення і екологія
Брунатні сови-голконоги мешкають на філіппінських островах Басілан, Себу, Лусон, Маріндук, Мінданао, Міндоро, Негрос і Сікіхор, а також на індонезійських островах Талауд в провінції Північне Сулавесі. Вони живуть у вологих тропічних лісах і мангрових лісах, іноді в садах і на плантаціях, на висоті до 1500 м над рівнем моря. Живляться комахами, іншими безхребетними і невеликими хребетними. Гніздяться в дуплах дерев.

## Збереження
МСОП класифікує стан збереження цього виду як близький до загрозливого. Брунатним совам-голконогам загрожує знищення природного середовища.